# Terror Jr
I Terror Jr sono un duo statunitense composto da David "Campa" Benjamin Singer-Vine e Lisa Vitale. Del gruppo faceva parte anche Felix Snow, che lo ha lasciato verso la fine del 2017.
Debuttano nel 2016 con 3 Strikes, singolo usato per lo spot di un lucidalabbra di Kylie Jenner. Un altro singolo, Come First, ha raggiunto la posizione n°10 nella classifica Billboard Spotify Velocity, il n°54 nella Repubblica Ceca e il n°59 in Slovacchia.

## Storia
I membri Felix Snow e David "Campa" Benjamin Singer-Vine si sono incontrati su Twitter nel 2014 e hanno collaborato per la prima volta a un progetto chiamato Momma, perdendo i contatti poco dopo. Si sono ricollegati l'anno successivo lavorando con la cantante Kiiara per la canzone Gold. Nel 2016, hanno iniziato sotto il nome di Terror Jr come un "esperimento sociale", con Singer-Vine che ha aggiunto: "È un enigma e daremo dei pezzi con ogni canzone". Il gruppo ha pubblicato il loro EP di debutto Bop City il 21 ottobre 2016.
Nel novembre 2016, si diceva che Kylie Jenner fosse la cantante principale del gruppo. Jenner ha negato di far parte del gruppo in un post su Snapchat il 9 novembre 2016.
Il gruppo ha pubblicato la canzone Heartbreaks attraverso il loro canale YouTube il 24 novembre 2016. Il 14 febbraio 2017, il gruppo ha pubblicato un pacchetto di remix di Come First.
Nel maggio 2017, il gruppo ha pubblicato Caramel e Death Wish che hanno anticipato l'EP, Bop City 2: TerroRising, pubblicato il 16 giugno 2017.
L'8 settembre 2017, hanno pubblicato il singolo Holding Your Tongue, che ha anticipato il terzo EP, Bop City 3: The Girl Who Cried Purple, pubblicato il 29 settembre 2017. Nel dicembre dello stesso anno esce Sad Sad Girl.
Nel 2018, pubblicano i singoli Heaven Wasn't Made For Me e A-OK (Everything's Perfect).
Il 14 gennaio 2019, il duo annuncia sui social media che il loro album di debutto, Unfortunately, Terror Jr sarebbe stato pubblicato il 25 gennaio.

## Formazione

### Formazione attuale
- David "Campa" Benjamin Singer-Vine (2016-presente)
- Lisa Vitale (2016-presente)

### Ex componenti
- Felix Snow (2016-2017)

## Discografia

### Album in studio
- 2019 - Unfortunately, Terror Jr[16]

### EP
- 2016 - Bop City[17]
- 2017 - Bop City 2: TerroRising[18]
- 2017 - Bop 3: The Girl Who Cried Purple[19]

### Singoli
- 2016 - 3 Strikes
- 2016 - Sugar
- 2016 - Say So
- 2016 - Come First
- 2017 - Caramel
- 2017 - Death Wish
- 2017 - Appreciation
- 2017 - Holding Your Tongue
- 2017 - Useless
- 2018 - Heaven Wasn't Made For Me
- 2018 - A-OK (Everything's Perfect)